# Зіткнення над Загребом
Зіткнення над Загребом — авіаційна катастрофа, що сталася 10 вересня 1976 року недалеко від Загреба (Югославія). В результаті лобового зіткнення літаків DC-9 компанії Inex-Adria Airways і Hawker Siddeley Trident 3 на висоті 10000 метрів загинули 176 людей на борту обох літаків і ще одна людина на землі. Катастрофа названа найбільшою катастрофою, що відбулися в історії Хорватії і в історії авіакомпанії British Airways.

## Катастрофа

### Попередні обставини
До 1976 року центр управління повітряним рухом Загреба був другим по завантаженості в Європі, але страждав від нестачі персоналу і мав архаїчну систему управління, що потребувала, щоб пілоти самостійно передавали дані про положення своїх лайнерів у вказаних пунктах повітряних трас.
10 вересня 1976 року в 08:32 по Гринвічу з аеропорту Хітроу піднявся в повітря рейс BE476 авіакомпанії British Airways, який направлявся в Стамбул. Лайнером командував капітан Денніс Танн (англ. Dennis Tann), другим пілотом був Браян Хельм (англ. Brian Helm). Слідуючи на висоті 10 058 м, ешелон 330, літак увійшов в повітряний простір Австрії о 09:48. Приблизно в цей же час з югославського Спліту вирушив рейс JP550 — DC-9 югославської чатрерної авіакомпанії «Inex-Adria Aviopromet», який мав приземлитись у Кельні. Лайнером командував капітан Йоже Крумпак (словен. Jože Krumpak), другим пілотом був Душан Івануш (словен. Dušan Ivanuš).
Обидва літаки повинні були пройти над радіомаяком Загреба. Повітряний простір над Загребом поділявся на три рівні управління, за верхній і середній відповідав недоукомплектований центр управління повітряним рухом у Загребі. Рейс JP550 набирав висоту над Загребом, щоб зайняти запланований ешелон 310, і повинен був пройти через середній рівень управління, в той час, як рейс BE476 повинен був пройти через верхній рівень управління на ешелоні 330.
Центром управління повітряним рухом Загреба керував Джюлій Даджич. За середній рівень відповідали диспетчер Боян Ержавек (хорв. Bojan Erjavec) і його помічник Градимир Пелін (хорв. Gradimir Pelin). Відповідальними за верхній рівень були диспетчери Младен Хохберг (хорв. Mladen Hochberger) і Градимир Ташич (хорв. Gradimir Tasić).

### Позивні радіовідповідача

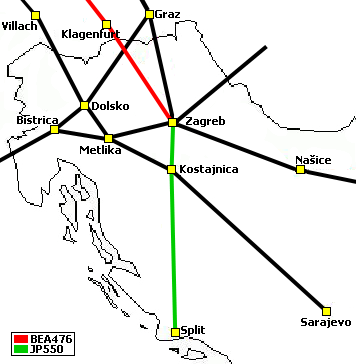
Траєкторії польоту рейсів BEA476 (червоний) і JP 550 (зелений), а також інші повітряні коридори (чорний)

О 10:02 капітан Крумпак сповістив про заняття ешелону 220. Йому наказали перейти на частоту середнього сектора, який управлявся Ержавеком. Хвилиною пізніше він виконав наказ і отримав позивне для свого радіовідповідача — Alpha 2506, що дозволило б ідентифікувати позначку літака на екрані радара. В цей самий час BE476 перетнув кордон між Австрією і Югославією, слідуючи на ешелоні 330, і перейшов під контроль центру управління повітряним рухом Загреба. Запит був отриманий Ташичем, який перебував за пультом управління верхнім рівнем. Ташич видав Trident позивне Alpha2312. Відмітка на радарі диспетчера показувала, що рейс BE476 слідує ешелоном 330 або 335, — радіолокаційні станції в Загребі не відрізнялася точністю.
Але за пультом управління середнім рівнем Ержавек бачив, що рейс JP550 слідує на ешелоні 260. Капітан Крумпак просив дозволу набрати висоту, і Ержавек почав пошук вільних ешелонів для нього.
Пелін, помічник Ержавека, підійшовши до РЛС Ташича побачив мітку рейсу JP550, яка не мала ідентифікатора, і звернувся до диспетчера с пропозицією внести інформацію. Зайнятий переговорами Ташич вирішив, що на дисплеї показався інший літак і нетерпляче кивнув. Пелін вирішив, що дозвіл отримано.
Рейс BE476 слідував на ешелоні 330 зі швидкістю 880 км/год. Trident трохи відхилився на південь, і о 10:11:41 капітан Танн здійснив доворот наліво на шість градусів, взявши курс прямо на радіомаяк Загреба. Водночас DC-9 знаходився на ешелоні 310 і продовжував набирати висоту.
О 10:12:06 Ержавек наказав Крумпаку виставити на його відповідачі код «очікування» для того, щоб вивільнити позивний середнього рівня управління для іншого літака. Це було другою помилкою. Система управління була запрограмована показувати мітку з параметрами будь-якого літака, який перетинає верхній рівень, навіть якщо він подавав позивні середнього рівня. Коли відовідач видавав код «очікування», інформація про літак не відображалась на пульті управління верхнім рівнем. Пелін квапливо написав інформацію про параметри польоту рейсу JP550 і передав її Ташичу. Але у стривоженого диспетчера вже не було часу заглиблюватися в деталі. Літаки Trident і DC-9 зближались зі швидкістю 1700 км/год.

### Зіткнення
Неочікувано рейс JP550 з'явився на екрані РЛС Ташича як відмітка без ідентифікатора. Через помилку ешелон рейсу BE476 був вказаний як 335. Ташич вирішив, якщо він залишить DC-9 на ешелоні 327, то йому вдасться розвести літаки. Ташич попросив капітана Крумпака зберігати висоту. На годиннику було 10:14:38. Через три секунди літаки зіткнулись. Ліве крило DC-9 розпороло кабіну пілотів Trident, миттєво вбивши екіпаж. Обидва лайнери рухнули на землю поблизу Загреба. Усі пасажири, які перебували на борту обидвох літаків (загалом 176 осіб) — загинули.

## Суд
Усі диспетчери з управління повітряним рухом Загреба були заарештовані вже до полудня. Пізніше всіх їх відпустили, за винятком Ташича, залишеного під арештом до суду. Суд відбувся у квітні 1977 р., на якому було обвинувачено п'ять авіадиспетчерів, начальника зміни і двох чиновників. Їм загрожувало до 20 років ув'язнення. Проте після довгого процесу єдиним винним був визнаний тільки Ташич, якого засудили до 7 років в'язниці. Цей арешт призвів до хвиль протесту авіадиспетчерів по всьому світу, які заявляли, що Ташіча зробили цапом-відбувайлом. Також за перегляд справи клопотали різні організації, зокрема Міжнародна асоціація повітряного транспорту і Міжнародна асоціація професійних пілотів, а також багато профспілок авіадиспетчерів. Унаслідок перегляду справи Ташич був виправданий і 29 листопада 1978 р., після 26 місяців арешту, випущений на свободу.